# Liste der Kulturdenkmale in Grömitz
In der Liste der Kulturdenkmale in Grömitz sind alle Kulturdenkmale der schleswig-holsteinischen Gemeinde Grömitz (Kreis Ostholstein) und ihrer Ortsteile aufgelistet (Stand: 14. April 2025).

## Legende
In den Spalten befinden sich folgende Informationen:
- Objekt-ID: die Nummer des Kulturdenkmales
- Lage: die Adresse des Kulturdenkmales und die geographischen Koordinaten. Kartenansicht, um Koordinaten zu setzen. In der Kartenansicht sind Kulturdenkmale ohne Koordinaten mit einem roten Marker dargestellt und können in der Karte gesetzt werden. Kulturdenkmale ohne Bild sind mit einem blauen Marker gekennzeichnet, Kulturdenkmale mit Bild mit einem grünen Marker.
- Offizielle Bezeichnung: Bezeichnung des Kulturdenkmales
- Beschreibung: die Beschreibung des Kulturdenkmales
- Bild: ein Bild des Kulturdenkmales

## Sachgesamtheiten
| Objekt-ID      | Lage                                                       | Offizielle Bezeichnung | Beschreibung | Bild                             |
| -------------- | ---------------------------------------------------------- | ---------------------- | --- | -------------------------------- |
| 40702 Wikidata | Kirchenstraße, Schulweg 1, 2 (54° 8′ 59″ N, 10° 57′ 27″ O) | Kirche St. Nikolai     | Sachgesamtheit Kirche St. Nikolai; Feldsteinkirche des 13. Jhs. mit eingezogenem quadratischen Chor und gedrungenem, vermutlich spätgotischem Westturm, zugehörig der umgebende Kirchhof und der südwestlich anschließende Pfarrhof mit den Backsteinbauten des Pastorats von 1852 und der Pastoratsscheune von 1894 - Begründung: geschichtlich, künstlerisch, städtebaulich, Kulturlandschaft prägend - Schutzumfang: Kirche St. Nikolai mit Ausstattung, Kirchhof, Grabmale bis 1870, Gruft Pfannenstiel, Böschungsmauern, Treppenaufgang mit Pforte, Altes Pastorat, Pastoratsscheune | weitere Fotos \| Fotos hochladen |

## Bauliche Anlagen
| Objekt-ID      | Lage                                                         | Offizielle Bezeichnung                                  | Beschreibung | Bild                             |
| -------------- | ------------------------------------------------------------ | ------------------------------------------------------- | --- | -------------------------------- |
| 38432          | Am Markt 4 (54° 9′ 5″ N, 10° 57′ 21″ O)                      | Wohnhaus                                                | Wohnhaus; wohl Anfang 19. Jahrhundert; eingeschossiger, traufständiger Backsteinbau mit zweigeschossigem, übergiebeltem Mittelrisalit, Halbwalmdach - Begründung: geschichtlich, städtebaulich - Schutzumfang: gesamtes Objekt - Denkmaltyp: Bauliche Anlage | Fotos hochladen                  |
| 30940          | Bäderstraße 23 (54° 11′ 19″ N, 10° 58′ 55″ O)                | ehemaliges Pastorat                                     | ehem. Pastorat; nach 1911; eingeschossiges Backsteingebäude mit vierachsigem übergiebeltem Zwerchhaus, Mansarddach mit Schopf - Begründung: geschichtlich, städtebaulich - Schutzumfang: gesamtes Objekt - Denkmaltyp: Bauliche Anlage | weitere Fotos \| Fotos hochladen |
| 38428          | Bäderstraße 27 (54° 11′ 22″ N, 10° 58′ 59″ O)                | Wohnhaus                                                | Wohnhaus; 1913 erbaut, 1938 erweitert; eingeschossiger, traufständiger Backsteinbau mit zweigeschossigem, übergiebeltem Eingangsrisalit in Fachwerk, reetgedecktes Halbwalmdach - Begründung: geschichtlich, städtebaulich - Schutzumfang: gesamtes Objekt - Denkmaltyp: Bauliche Anlage | weitere Fotos \| Fotos hochladen |
| 38423          | Bäderstraße 31 (54° 11′ 30″ N, 10° 59′ 5″ O)                 | Wohnhaus                                                | Wohnhaus; vor 1909; zweigeschossiges Backsteinwohnhaus mit eingeschossigen Seitenflügeln mit Drempel Satteldach, hartes Walmdach - Begründung: geschichtlich, städtebaulich - Schutzumfang: gesamtes Objekt - Denkmaltyp: Bauliche Anlage | BW                               |
| 38429          | Bäderstraße 34 (54° 11′ 20″ N, 10° 59′ 0″ O)                 | ehemalige Spar- und Leihkasse                           | ehem. Spar- und Leihkasse; 1910; traufständiger, zweigeschossiger Backsteinbau mit repräsentativem Seitenrisalit mit getrepptem Dreiecksgiebel, Walmdach - Begründung: geschichtlich, städtebaulich - Schutzumfang: gesamtes Objekt - Denkmaltyp: Bauliche Anlage | weitere Fotos \| Fotos hochladen |
| 1664 Wikidata  | Bäderstraße (54° 11′ 24″ N, 10° 59′ 10″ O)                   | Kloster: Klosterkirche mit Ausstattung                  | Die Kirche wurde während des 13. Jahrhunderts in drei Bauphasen im Stil der lübischen Frühgotik erbaut. Im Inneren ein Reliquienschrein aus der Zeit 1310 / 1320. Alteintragung (Aktualisierung vorgesehen) - Begründung: geschichtlich, städtebaulich - Schutzumfang: Alteintragung (Aktualisierung vorgesehen) - Denkmaltyp: Bauliche Anlage | weitere Fotos \| Fotos hochladen |
| 1941 Wikidata  | Bäderstraße (54° 11′ 24″ N, 10° 59′ 11″ O)                   | Kloster: ehemalige Klausur (Ostflügel)                  | Von dem ehemaligen Klausurgebäude sind nur noch Reste vorhanden. Alteintragung (Aktualisierung vorgesehen) - Begründung: Alteintragung (Aktualisierung vorgesehen) - Schutzumfang: Alteintragung (Aktualisierung vorgesehen) - Denkmaltyp: Bauliche Anlage | weitere Fotos \| Fotos hochladen |
| 1943 Wikidata  | Bäderstraße (54° 11′ 23″ N, 10° 59′ 9″ O)                    | Kloster: ehemaliges Refektorium (Südflügel)/Brunnenhaus | Das Kloster wurde 1231 durch Umsiedlung des Lübecker Benediktiner-Klosters nach Cismar gegründet. Im Jahre 1560 wurde der Konvent aufgelöst. Von 1982 bis 1987 wurde das ehemalige Kloster zu einem Kulturzentrum ausgebaut. Das ehemalige Refektorium ist erneuert worden, dabei wurden Sandsteinkapitelle aus dem 13. Jahrhundert wiederverwendet. Alteintragung (Aktualisierung vorgesehen) - Begründung: Alteintragung (Aktualisierung vorgesehen) - Schutzumfang: Alteintragung (Aktualisierung vorgesehen) - Denkmaltyp: Bauliche Anlage | weitere Fotos \| Fotos hochladen |
| 12496 Wikidata | Bäderstraße (54° 11′ 25″ N, 10° 59′ 10″ O)                   | Kloster: Umfassungsmauern des ehem. Kreuzgangs          | Alteintragung (Aktualisierung vorgesehen) - Begründung: Alteintragung (Aktualisierung vorgesehen) - Schutzumfang: Alteintragung (Aktualisierung vorgesehen) - Denkmaltyp: Bauliche Anlage | BW                               |
| 1944 Wikidata  | Bäderstraße (54° 11′ 24″ N, 10° 59′ 7″ O)                    | Kloster: Weißes Haus                                    | Alteintragung (Aktualisierung vorgesehen) - Begründung: Alteintragung (Aktualisierung vorgesehen) - Schutzumfang: Alteintragung (Aktualisierung vorgesehen) - Denkmaltyp: Bauliche Anlage | weitere Fotos \| Fotos hochladen |
| 1945 Wikidata  | Bäderstraße (54° 11′ 25″ N, 10° 59′ 13″ O)                   | Kloster: innerer Klostergraben                          | Alteintragung (Aktualisierung vorgesehen) - Begründung: Alteintragung (Aktualisierung vorgesehen) - Schutzumfang: Alteintragung (Aktualisierung vorgesehen) - Denkmaltyp: Bauliche Anlage | BW                               |
| 12497 Wikidata | Bäderstraße (54° 11′ 26″ N, 10° 59′ 13″ O)                   | Kloster: Wall am inneren Klostergraben                  | Alteintragung (Aktualisierung vorgesehen) - Begründung: Alteintragung (Aktualisierung vorgesehen) - Schutzumfang: Alteintragung (Aktualisierung vorgesehen) - Denkmaltyp: Bauliche Anlage | BW                               |
| 1659 Wikidata  | Bäderstraße / Lensahner Straße (54° 11′ 29″ N, 10° 59′ 9″ O) | Kloster: Wallanlage mit Graben                          | Alteintragung (Aktualisierung vorgesehen) - Begründung: geschichtlich, Kulturlandschaft prägend - Schutzumfang: gesamtes Objekt - Denkmaltyp: Bauliche Anlage | BW                               |
| 38447          | Dorfstraße 34 (54° 12′ 11″ N, 11° 1′ 15″ O)                  | ehem. Schule                                            | ehem. Schule; 1913; traufenständiger, eingeschossiger Backsteinbau im Heimatschutzstil mit zweigeschossigem übergiebeltem Mittelrisalit, Walmdach - Begründung: geschichtlich, städtebaulich - Schutzumfang: ehem. Schule, ehem. Toilettenhaus - Denkmaltyp: Bauliche Anlage | BW                               |
| 38430 Wikidata | Henriettenhof 5 (54° 11′ 43″ N, 10° 59′ 35″ O)               | Sog. Herrenhaus                                         | Wohnhaus; Mitte 19. Jh.; repräsentativer, traufständiger Putzbau von sieben Achsen, zweigeschossig mit Drempel und flachem Walmdach, rustiziertes Erdgeschoss, straßenseitig die Mittelachse ursprünglich als Risalit ausgebildet und durch Staffelgiebel betont, klassizistische Formensprache, Ecktürmchen - Begründung: geschichtlich, künstlerisch, städtebaulich, Kulturlandschaft prägend - Schutzumfang: gesamtes Objekt - Denkmaltyp: Bauliche Anlage                                                                                  | BW                               |
| 38448          | Hof Körnick 1 (54° 8′ 40″ N, 10° 55′ 50″ O)                  | Wohnhaus                                                | Wohnhaus; Anfang 20. Jahrhundert, 1920er Jahre; symmetrisches zweigeschossiges Backsteingebäude von neun Achsen in Wandstreifengliederung, mit erhöhtem dreiachsigem Mittelrisalit, Flachdach - Begründung: geschichtlich, künstlerisch, Kulturlandschaft prägend - Schutzumfang: gesamtes Objekt - Denkmaltyp: Bauliche Anlage | BW                               |
| 4063 Wikidata  | Kirchenstraße (54° 8′ 59″ N, 10° 57′ 26″ O)                  | Kirche St. Nicolai mit Ausstattung                      | Kirche mit Ausstattung; 13. Jh.; Feldsteinkirche mit eingezogenem quadratischen Chor und gedrungenem, vermutlich spätgotischem Westturm, flachgedeckte Halle mit Ausstattung überwiegend des 18. Jhs. - Begründung: geschichtlich, künstlerisch, städtebaulich - Schutzumfang: gesamtes Objekt - Denkmaltyp: Bauliche Anlage, Sachgesamtheit: Kirche St. Nikolai | weitere Fotos \| Fotos hochladen |
| 4305 Wikidata  | Mühlenstraße 2 (54° 9′ 5″ N, 10° 57′ 25″ O)                  | Wohnhaus                                                | Alteintragung (Aktualisierung vorgesehen) - Begründung: geschichtlich, städtebaulich - Schutzumfang: gesamtes Objekt - Denkmaltyp: Bauliche Anlage | weitere Fotos \| Fotos hochladen |
| 37284 Wikidata | Ostlandweg 27 (54° 11′ 49″ N, 10° 58′ 33″ O)                 | Ehemalige Schule                                        | ehem. Dorfschule; um 1920; giebelständiger Kopfbau mit traufständiger Erweiterung der 1930er Jahre, eingeschossiges Rotsteingebäude mit Satteldach, genutete Ecklisenen und andere qualitätvolle Gestaltungsdetails, Heimatschutzarchitektur - Begründung: geschichtlich, städtebaulich - Schutzumfang: gesamtes Objekt - Denkmaltyp: Bauliche Anlage | BW                               |
| 38459          | Suxdorf 34 (54° 9′ 58″ N, 10° 55′ 30″ O)                     | Wohnhaus                                                | Wohnhaus; wohl 1806; Wandständerbau mit mittigem Zwerchgiebel, Ausfachungen in Backstein, Halbwalmdach - Begründung: geschichtlich, städtebaulich - Schutzumfang: gesamtes Objekt - Denkmaltyp: Bauliche Anlage | BW                               |
| 37474 Wikidata | Uhlenhorst 5 (54° 9′ 24″ N, 10° 55′ 0″ O)                    | Bauernhof: Scheune                                      | Durchfahrtsscheune; 1. Hälfte 19. Jh.; schlichter Ständerbau mit Durchfahrt, Grundfach und zwei Abseiten, die Giebelseiten jeweils mit einseitigem Vorschauer - Begründung: geschichtlich, städtebaulich, Kulturlandschaft prägend - Schutzumfang: gesamtes Objekt - Denkmaltyp: Bauliche Anlage | BW                               |
| 6759 Wikidata  | Waldstraße 1 (54° 10′ 55″ N, 10° 58′ 56″ O)                  | ehem. Apotheke                                          | Alteintragung (Aktualisierung vorgesehen) - Begründung: geschichtlich, städtebaulich, Kulturlandschaft prägend - Schutzumfang: gesamtes Objekt - Denkmaltyp: Bauliche Anlage | Fotos hochladen                  |

## Gründenkmale
| Objekt-ID      | Lage                                        | Offizielle Bezeichnung | Beschreibung | Bild            |
| -------------- | ------------------------------------------- | ---------------------- | --- | --------------- |
| 12499 Wikidata | Bäderstraße (54° 11′ 23″ N, 10° 59′ 11″ O)  | Kloster: Außenräume    | Alteintragung (Aktualisierung vorgesehen) - Begründung: geschichtlich, Kulturlandschaft prägend - Schutzumfang: gesamtes Objekt - Denkmaltyp: Gründenkmal | Fotos hochladen |
| 38426          | Bäderstraße (54° 11′ 25″ N, 10° 59′ 4″ O)   | Friedenseiche          | Friedenseiche; nach 26. Februar 1871 gepflanzt; Gedenkbaum; mit Gedenkstein mit der Inschrift „Friedens Eiche 1870/71“ - Begründung: geschichtlich, städtebaulich - Schutzumfang: Friedenseiche, Gedenkstein - Denkmaltyp: Gründenkmal | BW              |
| 20985 Wikidata | Kirchenstraße (54° 8′ 58″ N, 10° 57′ 27″ O) | Kirchhof               | Kirchhof; im Ursprung 13. Jh.; ehemaliger Begräbnisplatz der Kirche St. Nikolai, Treppenaufgang mit gusseiserner Pforte, in weiten Teilen mit Böschungsmauer aus Natursteinen umgeben, historische Grabmale und Gruft Pfannenstiel - Begründung: geschichtlich, Kulturlandschaft prägend - Schutzumfang: Kirchhof, Grabmale bis 1870, Gruft Pfannenstiel, Böschungsmauern, Treppenaufgang mit Pforte - Denkmaltyp: Gründenkmal, Sachgesamtheit: Kirche St. Nikolai | Fotos hochladen |

## Ehemalige Kulturdenkmale
| Objekt-ID      | Lage                                              | Offizielle Bezeichnung            | Beschreibung | Bild                                    |
| -------------- | ------------------------------------------------- | --------------------------------- | --- | --------------------------------------- |
| 12498 Wikidata | Bäderstraße (54° 11′ 25″ N, 10° 59′ 6″ O)         | Kloster: Wallanlage mit Graben    | ehemalig | BW                                      |
| 38435          | Neustädter Straße 15 (54° 9′ 8″ N, 10° 57′ 16″ O) | Wohnhaus                          | Wohnhaus; Fassade um 1800, im Kern eventuell älter; zweigeschossiges Traufenhaus in Fachwerk mit Backsteinausfachung, Walmdach, rückwärtig als Halbwalm abgeschlossen                                  | BW                                      |
| 13559 Wikidata | Op de Horst 8 ()                                  | Wohnhaus mit Schuhmacherwerkstatt | Wohnhaus mit Schuhmacherwerkstatt; 19. Jh.; eingeschossiger Backsteinbau mit Eingangsrisalit und Schopfwalmdach, nach Westen anschließendes zweigeschossiges Wirtschaftsgebäude mit flachem Satteldach | Direkt Bild zu diesem Denkmal hochladen |

## Quelle
- Liste der Kulturdenkmale in Schleswig-Holstein – Kreis Ostholstein (PDF)

- Karte mit allen Koordinaten:
- OSM |
- WikiMap